# شيكوانهي
شيكوانهي (بالصينية: 狮泉河镇 )‏ هي قرية في جمهورية الصين الشعبية، تتبع Gar County ‏، رمزها البريدي هو 859000. هي المدينة الرئيسية والمقر الإداري لمحافظة نغاري منطقة التبت ذاتية الحكم في الصين.

## المناخ
يظهر الجدول التالي التغييرات المناخية على مدار السنة لشيكوانهي:
| البيانات المناخية لـشيكوانهي                 | البيانات المناخية لـشيكوانهي | البيانات المناخية لـشيكوانهي | البيانات المناخية لـشيكوانهي | البيانات المناخية لـشيكوانهي | البيانات المناخية لـشيكوانهي | البيانات المناخية لـشيكوانهي | البيانات المناخية لـشيكوانهي | البيانات المناخية لـشيكوانهي | البيانات المناخية لـشيكوانهي | البيانات المناخية لـشيكوانهي | البيانات المناخية لـشيكوانهي | البيانات المناخية لـشيكوانهي | البيانات المناخية لـشيكوانهي |
| الشهر                                        | يناير                        | فبراير                       | مارس                         | أبريل                        | مايو                         | يونيو                        | يوليو                        | أغسطس                        | سبتمبر                       | أكتوبر                       | نوفمبر                       | ديسمبر                       | المعدل السنوي                |
| -------------------------------------------- | ---------------------------- | ---------------------------- | ---------------------------- | ---------------------------- | ---------------------------- | ---------------------------- | ---------------------------- | ---------------------------- | ---------------------------- | ---------------------------- | ---------------------------- | ---------------------------- | ---------------------------- |
| الدرجة القصوى °م (°ف)                        | 6.4 (43.5)                   | 9.5 (49.1)                   | 13.4 (56.1)                  | 15.7 (60.3)                  | 20.5 (68.9)                  | 25.2 (77.4)                  | 32.1 (89.8)                  | 26.4 (79.5)                  | 23.7 (74.7)                  | 16.7 (62.1)                  | 12.7 (54.9)                  | 7.1 (44.8)                   | 32.1 (89.8)                  |
| متوسط درجة الحرارة الكبرى °م (°ف)            | −4.1 (24.6)                  | −2.0 (28.4)                  | 2.3 (36.1)                   | 7.4 (45.3)                   | 12.6 (54.7)                  | 18.1 (64.6)                  | 21.5 (70.7)                  | 20.5 (68.9)                  | 16.3 (61.3)                  | 8.2 (46.8)                   | 2.9 (37.2)                   | −1.6 (29.1)                  | 8.5 (47.3)                   |
| المتوسط اليومي °م (°ف)                       | −12.0 (10.4)                 | −9.2 (15.4)                  | −4.8 (23.4)                  | 0.1 (32.2)                   | 5.1 (41.2)                   | 10.7 (51.3)                  | 14.4 (57.9)                  | 13.8 (56.8)                  | 9.3 (48.7)                   | 0.5 (32.9)                   | −5.7 (21.7)                  | −10.1 (13.8)                 | 1.0 (33.8)                   |
| متوسط درجة الحرارة الصغرى °م (°ف)            | −19.7 (−3.5)                 | −16.9 (1.6)                  | −12.6 (9.3)                  | −7.9 (17.8)                  | −2.7 (27.1)                  | 3.1 (37.6)                   | 7.7 (45.9)                   | 7.5 (45.5)                   | 2.0 (35.6)                   | −8.0 (17.6)                  | −14.8 (5.4)                  | −18.2 (−0.8)                 | −6.7 (19.9)                  |
| أدنى درجة حرارة °م (°ف)                      | −36.6 (−33.9)                | −30.2 (−22.4)                | −25.3 (−13.5)                | −17.9 (−0.2)                 | −11.2 (11.8)                 | −6.6 (20.1)                  | −0.6 (30.9)                  | −0.4 (31.3)                  | −10.0 (14.0)                 | −17.0 (1.4)                  | −23.5 (−10.3)                | −32.9 (−27.2)                | −36.6 (−33.9)                |
| الهطول مم (إنش)                              | 1.6 (0.06)                   | 1.2 (0.05)                   | 1.4 (0.06)                   | 1.3 (0.05)                   | 2.9 (0.11)                   | 3.7 (0.15)                   | 21.4 (0.84)                  | 23.8 (0.94)                  | 5.7 (0.22)                   | 2.0 (0.08)                   | 0.3 (0.01)                   | 1.1 (0.04)                   | 66.4 (2.61)                  |
| المصدر: China Meteorological Administration, |                              |                              |                              |                              |                              |                              |                              |                              |                              |                              |                              |                              |                              |